# Quần đảo Alexander

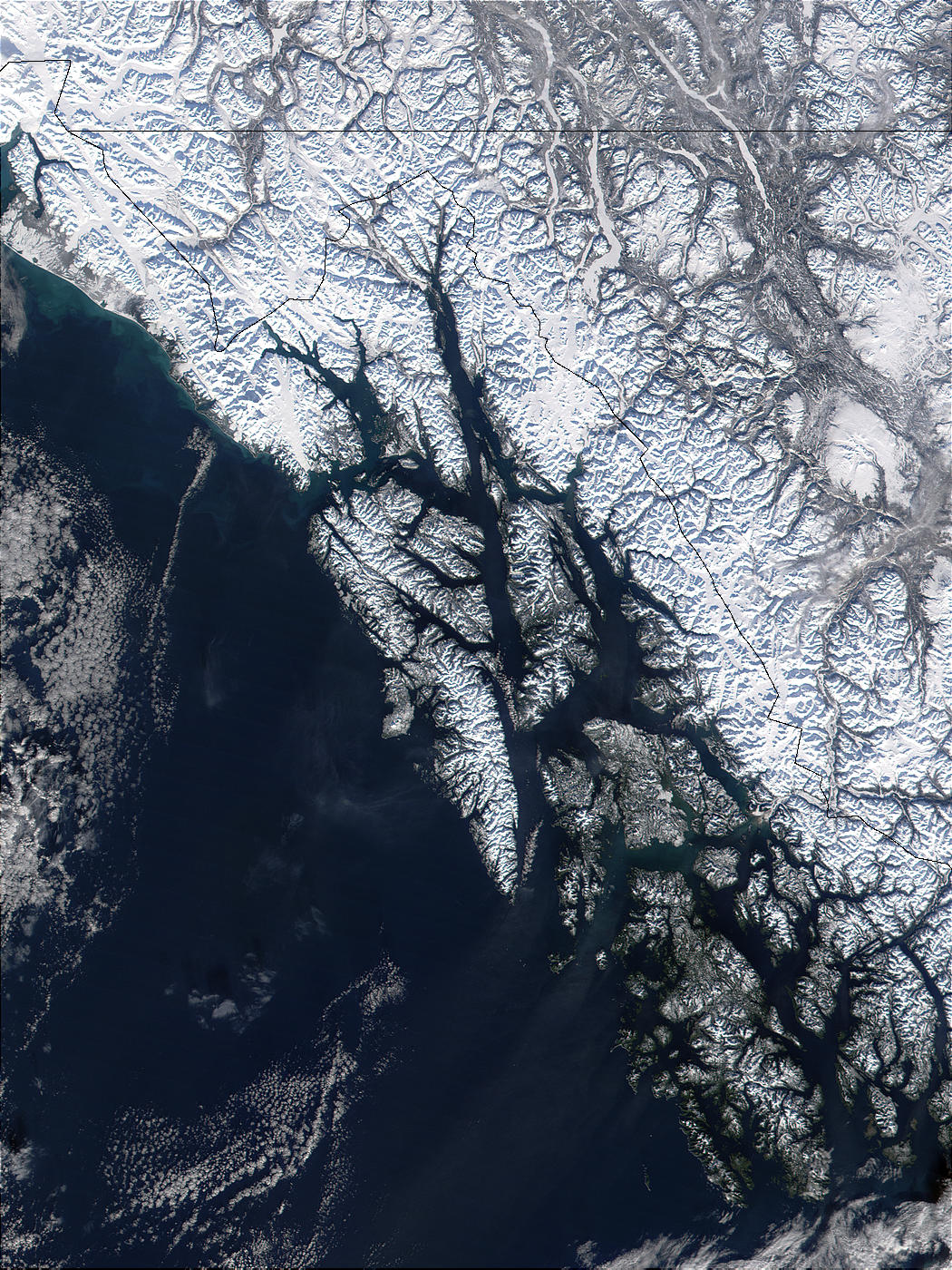
Không ảnh Quần đảo Alexander chụp từ vệ tinh

Quần đảo Alexander (tiếng Anh: Alexander Archipelago) là một nhóm quần đảo chạy dài 300 dặm Anh ngoài khơi duyên hải đông nam Alaska. Nó gồm có khoảng 1.100 đảo là phần đỉnh của dãy núi duyên hải ngầm. Các dãy núi ngầm này nhô lên từ đáy Thái Bình Dương. Các eo biển sâu và các vịnh hẹp tách rời các đảo và cắt chúng khỏi phần đất liền. Phần phía bắc của Nội thủy lộ Alaska có nhiều đảo vây xung quanh khi thủy lộ này uốn ngoằn ngoèo quanh chúng.
Quần đảo này có các duyên hải dốc và bất thường và những khu rừng mưa ôn hòa quanh năm xanh tươi.
Các đảo lớn nhất là Đảo Chichagof, Đảo Admiralty, Đảo Baranof, Đảo Wrangell, Đảo Revillagigedo, Đảo Kupreanof, Đảo Dall và Đảo Prince of Wales. Tất cả các đảo này thì gồ ghề, rừng dày đặc và có đa dạng loài hoang dã.
Người Tlingit và người Kaigani Haida là dân bản thổ của vùng này. Người Tsimshian được thấy trên Đảo Annette có nguồn gốc không phải tại vùng này. Họ đã di cư đến vùng này từ British Columbia trong cuối thế kỷ 19.
Ketchikan trên Đảo Revillagigedo và Sitka
trên Đảo Baranof là các thị trấn lớn nhất trên quần đảo. Thị trấn lớn của vùng là Juneau thật sự nằm trên đất liền và vì vậy không thuộc quần đảo.
Du lịch, đánh cá, và lâm nghiệp là các ngành công nghiệp chính của quần đảo.
Quần đảo này được người Nga viếng thăm vào năm 1741 và sau đó được thám hiểm bởi các nước Vương quốc Anh, Tây Ban Nha, và Hoa Kỳ. Kiểm soát quần đảo này được chuyển sang cho Hoa Kỳ từ Nga cùng với Vụ mua bán Alaska năm 1867.
Quần đảo có được cái tên của nó là từ tên của Alexander Baranov, người đứng đầu công ty mua bán da thú Nga có tên là Công ty Nga-Mỹ trong đầu thập niên 1800.
Trên một bản đồ Mỹ thuộc Nga (Alaska) năm 1860, nhóm đảo này được gọi là Quần đảo King George III.
57°29′B 135°06′T / 57,483°B 135,1°T